# Cizancourt
Cizancourt là một xã ở tỉnh Somme, vùng Hauts-de-France, Pháp.

## Địa lý
Thị trấn nằm ở phía đông của tỉnh, tọa lạc trên đường D62, hai bên bờ sông Somme, khoảng 20 dặm Anh về phía tây của Saint-Quentin.

## Dân số
| 1962                                                           | 1968 | 1975 | 1982 | 1990 | 1999 |
| -------------------------------------------------------------- | ---- | ---- | ---- | ---- | ---- |
| 52                                                             | 60   | 50   | 48   | 47   | 37   |
| Số liệu điều tra dân số từ năm 1962, dân số không tính hai lần |      |      |      |      |      |